# 維利內 (海尼切斯克市鎮)
46°30′14″N 34°49′44″E / 46.50389°N 34.82889°E
維利內（烏克蘭語：Вільне）是位於烏克蘭南部的村莊，由赫爾松州海尼切斯克區的海尼切斯克市镇負責管轄。該村面積23.5平方公里，海拔高度24米，2001年人口124，人口密度每平方公里5.3人。